# Comuna de Dobre
Dobre (polaco: Gmina Dobre) é uma gminy (comuna) na Polónia, na voivodia de Cujávia-Pomerânia e no condado de Radziejowski. A sede do condado é a cidade de Dobre.
De acordo com os censos de 2004, a comuna tem 5511 habitantes, com uma densidade 77,9 hab/km².

## Área
Estende-se por uma área de 70,77 km², incluindo:
- área agricola: 91%
- área florestal: 3%

## Demografia
Dados de 30 de Junho 2004:
|                      | Total   | Total | Mulheres | Mulheres | Homens  | Homens |
| -------------------- | ------- | ----- | -------- | -------- | ------- | ------ |
|                      | pessoas | %     | pessoas  | %        | pessoas | %      |
| População            | 5511    | 100   | 2781     | 50,5     | 2730    | 49,5   |
| Densidade (pop./km²) | 77,9    | 100   | 39,3     | 39,3     | 38,6    | 38,6   |

De acordo com dados de 2002, o rendimento médio per capita ascendia a 1316,84 zł.

## Subdivisões
- Bodzanowo, Bodzanowo Drugie, Borowo, Bronisław, Byczyna, Byczyna-Kolonia, Czołpin, Dęby, Dobre, Dobre-Kolonia, Dobre-Wieś, Kłonowo, Koszczały, Krzywosądz, Narkowo, Przysiek, Smarglin, Szczeblotowo, Ułomie.

## Comunas vizinhas
- Kruszwica, Osięciny, Radziejów, Zakrzewo